# Mount Beck, centrala Antarktis
Mount Beck är ett berg i Antarktis. Det ligger i den centrala delen av kontinenten. Nya Zeeland gör anspråk på området. Toppen på Mount Beck är 2 347 meter över havet.
Terrängen runt Mount Beck är platt åt nordväst, men åt sydost är den kuperad. Trakten är obefolkad. Det finns inga samhällen i närheten.